# César Luis Menotti
César Luis Menotti, född 5 november 1938 i Rosario, död 5 maj 2024 i Buenos Aires, var en argentinsk fotbollsspelare och tränare.
Han var förbundskapten för Argentinas fotbollslandslag som vann VM i fotboll på hemmaplan 1978.